# Костогрызово (Херсонский район)
Костогрызово (укр. Костогризове) — село в Алёшковской городской общине Херсонского района Херсонской области Украины.
В 2022 году, в ходе вторжения России в Украину, село было захвачено. На данный момент находится под российской оккупацией.
Почтовый индекс — 75130. Телефонный код — 5542. Код КОАТУУ — 6525082001.

## Население
Население по переписи 2001 года составляло 1931 человек.

### Языковой состав
Родной язык населения по данным переписи 2001 года:
| Язык       | Численность, чел. | Доля     |
| ---------- | ----------------- | -------- |
| Украинский | 1 729             | 89,54 %  |
| Русский    | 181               | 9,37 %   |
| Другое     | 21                | 1,09 %   |
| Итого      | 1 931             | 100,00 % |

## Местный совет
75130, Херсонская обл., Алёшковский р-н, с. Костогрызово, ул. Новая, 40а. Председатель сельского совета (Стадник Александр Николаевич).

## Объекты социальной сферы
- 6 магазинов.
- Школа.
- Детский сад.
- Клуб.